# 索洛夫卡
48°22′21″N 22°16′19″E / 48.37250°N 22.27194°E
索洛夫卡（烏克蘭語：Соловка），是烏克蘭的村落，位於該國西部外喀爾巴阡州，由烏日霍羅德區負責管轄，始建於1464年，面積0.16平方公里，海拔高度103米，2001年人口825，人口密度每平方公里5,156.25人。